# Entosphenus
Entosphenus is een geslacht van kaakloze vissen uit de  familie van de prikken (Petromyzontidae).

## Soorten
- Entosphenus folletti Vladykov & Kott, 1976
- Entosphenus lethophagus (Hubbs, 1971)
- Entosphenus macrostoma (Beamish, 1982)
- Entosphenus minimus (Bond & Kan, 1973)
- Entosphenus similis Vladykov & Kott, 1979
- Entosphenus tridentatus (Richardson, 1836)